# Camerunia
Camerunia is een geslacht van vlinders van de familie Eupterotidae.

## Soorten
- C. albida Aurivillius, 1901
- C. flava Aurivillius, 1904
- C. orphne Schaus, 1893